# Thranius sumatrensis
Thranius sumatrensis es una especie de escarabajo longicornio del género Thranius, tribu Thraniini, subfamilia Cerambycinae. Fue descrita científicamente por Gahan en 1907.

## Descripción
Mide 19-22 milímetros de longitud.

## Distribución
Se distribuye por Indonesia (Borneo).